# Université Dillard
L'université Dillard (en anglais : Dillard University) est une université américaine située à La Nouvelle-Orléans en Louisiane. L'établissement porte le nom de James H. Dillard (en).

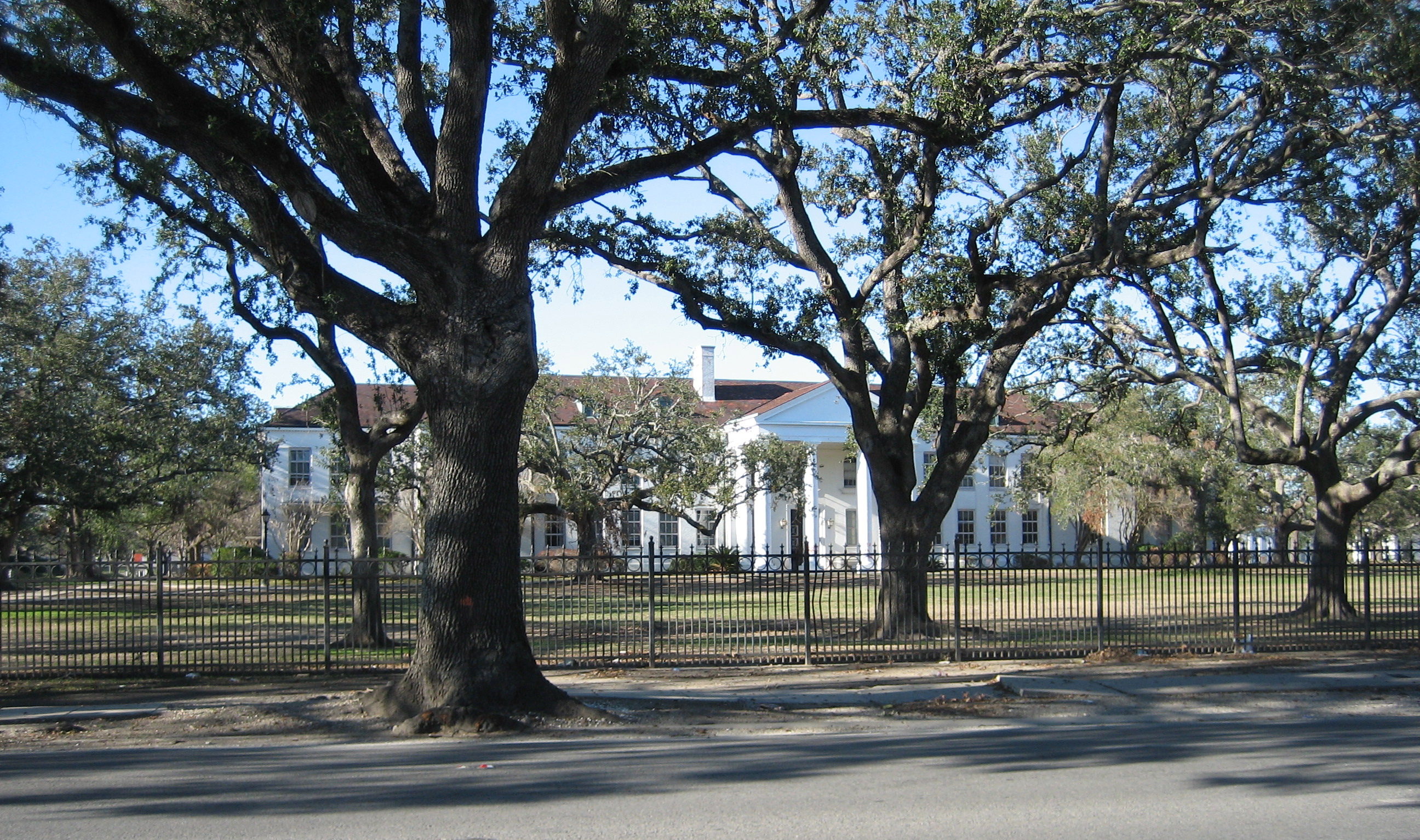
Campus de l'université Dillard.

## Source
- (en) Cet article est partiellement ou en totalité issu de l’article de Wikipédia en anglais intitulé « Dillard University » (voir la liste des auteurs).